# Cowasuck

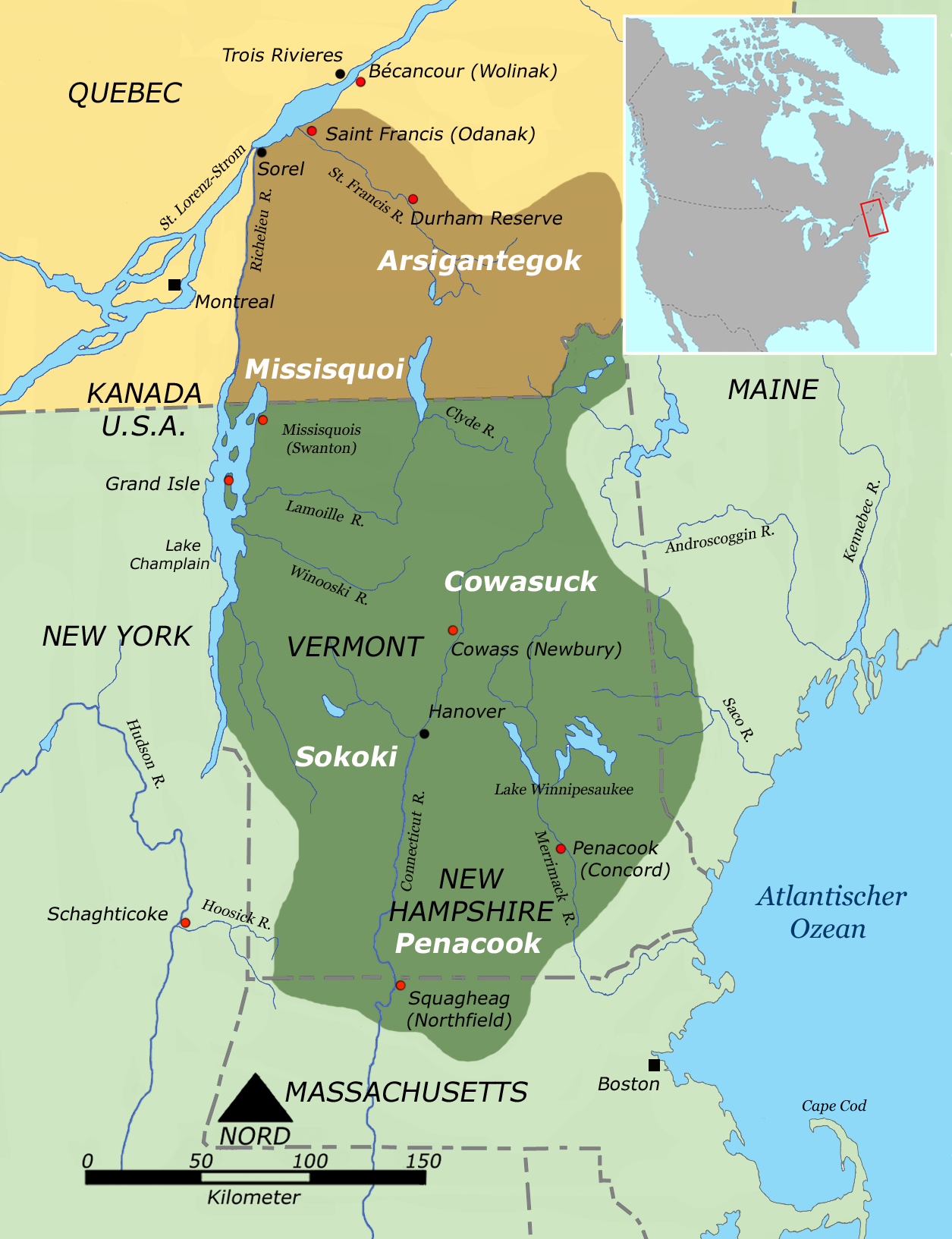
Ehemaliges Wohngebiet der Cowasuck

Die Cowasuck, auch Cowass, sind ein Algonkin sprechender Indianerstamm im nordöstlichen Nordamerika, der sprachlich und kulturell zu den Westlichen Abenaki gehört und die Mitglieder der Abenaki-Konföderation waren. Ihre Nachfahren findet man heute in der Cowasuck Band of the Pennacook-Abenaki People und leben in den Bundesstaaten Vermont, New Hampshire und Massachusetts, USA.

## Name
Cowasuck stammt vom Abenaki-Wort Goasek und bedeutet Platz der weißen Kiefern, dem Namen eines Gebiets bei Newbury, Vermont. Die Angehörigen des Stammes hießen Goasi, Plural Goasiak, das Die Leute von den weißen Kiefern heißt. Varianten für den Ortsnamen sind in Französisch Koés und in Englisch Cohass, Cohoss oder Coos und für das Volk Cohassiac.

## Wohngebiet
Ihr ehemaliges Wohngebiet lag am oberen Connecticut River mit dem Hauptdorf Cowasuck, dem heutigen Newbury, in den Bundesstaaten New Hampshire und Vermont. Der Wald des Flusstales bestand aus einer Mischung von Laubbäumen, Hemlocktannen und Weißkiefern, die gelegentlich von großen einzelnen Exemplaren überragt wurden und auf leichten Böden oder alten Feldern wuchsen. Auf den Hügeln und unteren Berghängen wuchsen bevorzugt nördliche Laubhölzer und Hemlocktannen und an den oberen Berghängen fand man vorwiegend Rottannen und nördliche Laubbäume. Die Dörfer waren typischerweise auf dem Rand einer Klippe angelegt, sowohl in der Nähe des zum Maisanbau geeigneten Schwemmlandes, als auch mit einer ausreichenden Wasserversorgung. Alle Dörfer lagen dicht an einem Fluss oder See, die zum Fischfang und als Reiseweg dienten. Ihre Wigwams waren rechtwinklig, mit Rinde bedeckt, hatten gewölbte Dächer mit einem Loch als Rauchabzug für jedes Feuer und boten Platz für mehrere Familien.

## Geschichte
Die besten frühen Berichte von den Westlichen Abenaki stammen von den Franzosen, die sie als Konvertierte und Freunde kannten, doch die französische Hauptbeschäftigung bestand aus Missionieren und dem Kampf gegen die Engländer. Allerdings führte die französische Praxis, die Cowasuck, Penacook und Sokoki als Loup zu bezeichnen – ursprünglich der französische Name für die Mahican – zur Missverständnissen in ihren Berichten. Als Folge davon wurden die Stämme der Westlichen Abenaki nur mit ihren jeweiligen Dorfnamen, die als Stammesnamen angesehen wurden, bezeichnet.

### Französische Missionare
Samuel de Champlain gründete 1608 mit Québec die erste Siedlung in Neufrankreich am Sankt-Lorenz-Strom. Kurz darauf wurde er der erste Gouverneur der neugeschaffenen Kolonie. Ihm folgten bald die Pelzhändler und Missionare. Die ersten französischen Priester des Jesuiten-Ordens kamen um 1611 nach Neufrankreich. Anders als die grau gekleideten Puritaner in Neuengland bestanden die Jesuiten in den schwarzen Roben (engl. Black Robes) nicht darauf, aus den Indianern Franzosen zu machen, sondern zunächst Christen. Aus mündlichen Überlieferungen der Abenaki weiß man, dass die französischen Missionare schon seit 1615 in Abenaki-Dörfern am Ufer des Lake Champlain tätig waren.
Jesuiten-Pater fungierten oft sowohl als militärische und politische Agenten der französischen Krone als auch als Diener Gottes. Sie brachten selbst große Opfer bei ihrer Aufgabe, Seelen zu retten und das Christentum zu verbreiten. Sie reisten allein im Indianerland, besuchten die Dörfer der Abenaki und nahmen teil am Leben der Ureinwohner. Einige von ihnen, wie Pater Sébastien Rasles, wurden intime Kenner der indianischen Kultur. Von ihm stammt ein ausgezeichnetes, umfangreiches Wörterbuch der Abenaki-Sprache. Sie lebten in Wigwams, ernährten sich wie ihre Gastgeber und beteiligten sich am saisonalen Zyklus – mit dem Kanu und auf Schneeschuhen. Sie erlernten die Sprache der Ureinwohner, übernahmen ihren Redestil und versuchten so weit wie möglich ihren Sitten und Gebräuchen zu folgen. Sie hatten am indianischen Land, an ihren Frauen und am Pelzhandel kein Interesse. Ihre Armut und Hingabe wurde respektiert und ihr Mut, sowie ihre offensichtliche Immunität gegen die schlimmen Krankheiten, denen die Schamanen hilflos gegenüberstanden, wurde von den Indianern bewundert. Sie teilten das Leben der Ureinwohner und erwarben ihr Vertrauen, obwohl ihre missionarische Berufung von ihnen die Abkehr von indianischer Kultur, die Entmachtung der religiösen Führer und die spirituelle und soziale Revolution verlangte. Pater Jacques Bigot sagte einmal, dass er die Rolle eines Schamanen bei den Abenaki eingenommen hätte. Die Missionare waren die Anwälte der Abenaki und halfen ihnen dabei, die Gegensätze zwischen der indianischen und der europäischen Kultur besser zu überwinden. Manchmal vertraten sie auch die Indianer bei Verhandlungen mit den Engländern. Männer wie Sébastien Rasles wurden zentrale Figuren in der Abenaki-Geschichte. Schon bald bekamen die Abenaki den Ruf, die frömmsten Katholiken zu sein und zu den treuesten indianischen Freunden von Neufrankreich zu gehören.

### 20. Jahrhundert
Die Nachkommen der Cowasuck leben heute in kleine Gruppen verteilt überwiegend in den Bundesstaaten New Hampshire und Vermont. Doch weder New Hampshire und Vermont noch die Vereinigten Staaten haben jemals Landansprüche oder den Stammes-Status der dort lebenden Abenaki anerkannt. Die Cowasuck, heute organisiert in der Cowasuck Band of the Pennacook-Abenaki People, meldeten zahlreiche Besitzansprüche für Teile ihres alten Wohngebietes an, doch alle wurden bisher abgelehnt.